# Roger Lacolle
Roger Lacolle (né le 8 janvier 1898 à Bressuire - mort le 8 mars 1973 à Lisieux) est un coureur cycliste français, actif à la fois sur la route et en cyclo-cross, professionnel de 1921 à 1926.
Il a notamment remporté deux fois le championnat de France de cyclo-cross.

## Palmarès en cyclo-cross
- 1920-1921
  - 3e du championnat de France de cyclo-cross
- 1921-1922
  -  Champion de France de cyclo-cross
  - Champion de Paris de cyclo-cross
- 1922-1923
  -  Champion de France de cyclo-cross
  - Champion de Paris de cyclo-cross
- 1924-1925
  - Champion de Paris de cyclo-cross
- 1925-1926
  - 2e du championnat de France de cyclo-cross
  - 2e du championnat de Paris de cyclo-cross

## Palmarès sur route

### Par année
- 1922
  - 2e de Paris-Rouen
  - 3e de Paris-Évreux

### Résultats sur le Tour de France
2 participations
- 1923 : abandon (3e étape)
- 1925 : 42e